# Operabilidade
Operabilidade é a habilidade de manter um sistema em funcionamento dentro de requisitos operacionais pré-estabelecidos. 
No desenvolvimento e implantação de empreendimentos civis e industriais, a operabilidade é geralmente definida em termos do desempenho e confiabilidade da edificação ou unidade industrial em questão, assim como da rastreabilidade das respectivas informações de projeto, suprimento, construção e comissionamento.
Em sistemas computacionais complexos, a operabilidade está relacionada à habilidade dos produtos, sistemas e processos em trabalhar integradamente para cumprir uma determinada tarefa, atingindo as especificações funcionais pré-definidas.